# Diodotos (Sohn des Eukrates)
Diodotos, Sohn des Eukrates, war ein athenischer Politiker zur Zeit des Peloponnesischen Krieges.
Im Jahre 427 v. Chr. war er gegen den Vorschlag Kleons, nach der Unterwerfung von Mytilene alle erwachsenen männlichen Mytilener umzubringen und ihre Frauen und Kinder zu versklaven. Er repräsentierte die gemäßigte Partei in Athen (die Perikles’ Politik befürwortete).
Diodotos’ Vorschlag setzte sich am zweiten Tag in der attischen Versammlung durch, so dass die von Kleon verfolgte Politik der Tötung aller Bürger und der Versklavung aller Frauen und Kinder nicht durchgesetzt werden konnte. Lediglich die etwa 1000 Verdächtigen, die Paches nach Athen hatte bringen lassen (dies waren wahrscheinlich ungefähr 10 % der männlichen Erwachsenen der aufständischen Städte aus Lesbos), wurden getötet. Die Bestrafung wurde ohne das dazugehörige Gerichtsverfahren vollzogen.
Außer diesem einen Auftritt ist nichts über Diodotos bekannt.